# 敖卜言台吉
敖卜言台吉（?—?），孛儿只斤氏，16世纪蒙古右翼土默特部領主，俺答汗曾孙，辛爱黄台吉之孙，五路把都儿台吉的长子。
敖卜言台吉在山西天镇以北、距明朝边塞五百余里之地驻牧。隆庆五年（1571年），右翼蒙古和明朝达成通贡、互市、封职协议，明朝封敖卜言台吉为副千户。与明朝互市于山西新平市口，与明朝关系和睦。五路把都儿台吉死后，敖卜言台吉代领土默特属部兀鲁特（五路部）。